# Pelves
Pelves település Franciaországban, Pas-de-Calais megyében. Lakosainak száma 777 fő (2022. január 1.). Pelves Plouvain, Biache-Saint-Vaast, Boiry-Notre-Dame, Fampoux, Hamblain-les-Prés, Monchy-le-Preux és Rœux községekkel határos.

## Népesség
A település népességének változása:
| Lakosok száma | 720  | 723  | 736  | 740  | 751  | 754  | 765  | 773  | 777  |
|               | 2013 | 2015 | 2016 | 2017 | 2018 | 2019 | 2020 | 2021 | 2022 |